# Rosalie Blum

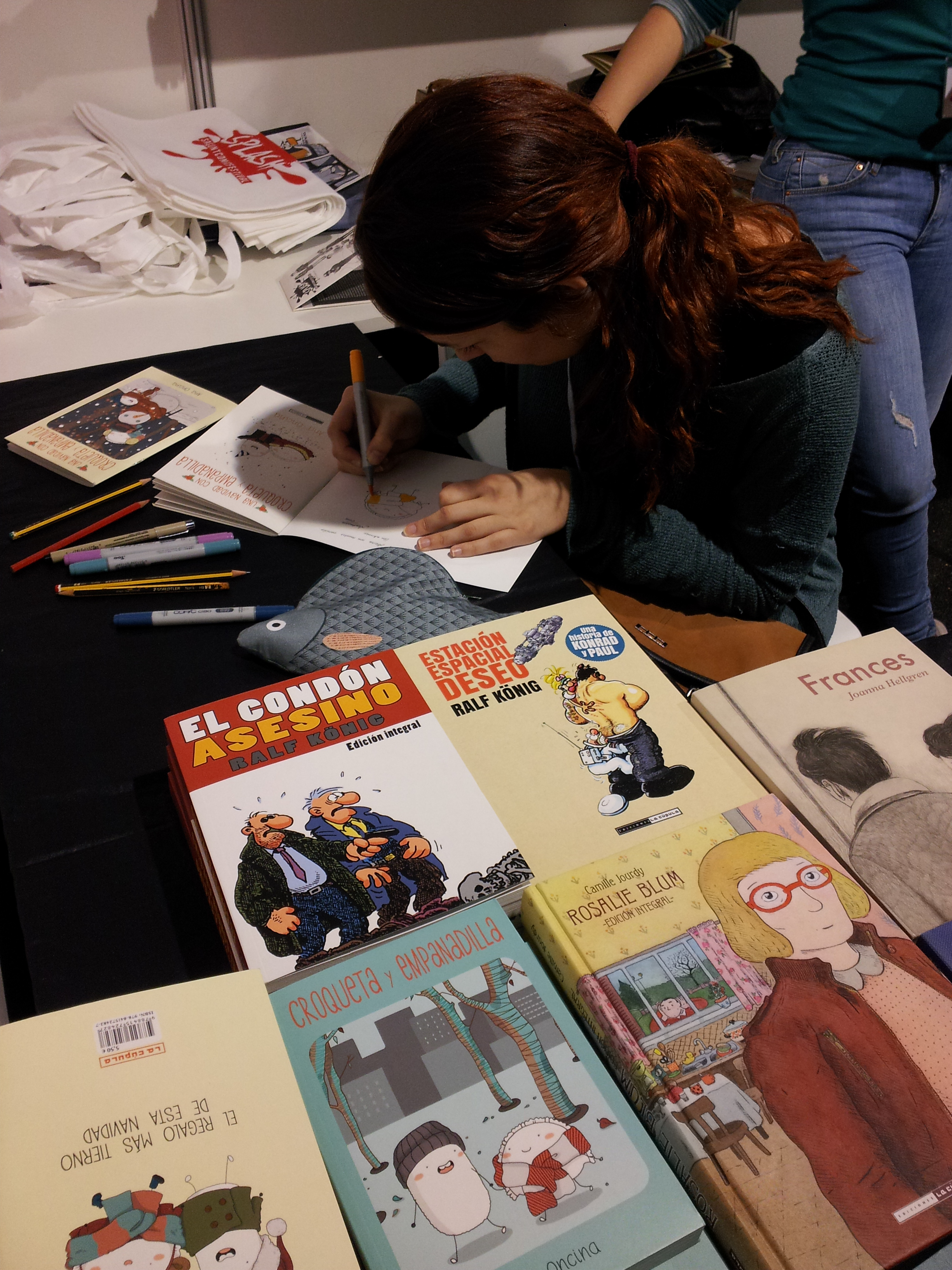
La historietista española Ana Oncina firmando álbumes en la ed. del 2015 del festival de historieta Splash, de Sagunto. Se ven ejemplares de obras de Ralf König: El condón asesino y Estación espacial Deseo; también, uno de Croqueta y Empanadilla, de Oncina, y, a su derecha, uno de Rosalie Blum.

Rosalie Blum es el personaje de una serie de álbumes de cómic, escritos y dibujados por Camille Jourdy.
La serie ha sido adaptada al cine en 2016 por Julien Rappeneau. Los tres personajes principales son interpretados por Noémie Lvovsky, Kyan Khojandi y Alice Isaaz.

## Personajes
- Rosalie Blum: vendedora en la tienda de una ciudad de provincia (Nevers). Vive sola, lleva una vida bastante regular: curso de cantos, paseos, trabajo, bar... Con gafas redondas, en la cuarentena, ha vivido momentos difíciles, ha roto con toda su familia. Ha estado hasta seis años en prisión.
- Vincent: ha heredado la peluquería de su padre, en la misma ciudad. Hijo único, bajo la protección de una madre "abusiva" (encima vive justo debajo de en ella). Tenía una relación con Marianne, pero se ha marchado hacer unas prácticas a París varios meses. Tiene un hermoso gato.
- Aude: sobrina de Rosalie. Ha dejado la facultad y busca trabajo. No tiene relación con su familia.

## Álbumes
1. Una sensación conocida (Une impression de déjà-vu, 2007).
2. ¡Arriba las manos!  (Haut les mains, peau de lapin !, 2008).
3. ¡Al azar, Baltasar! (Au hasard, Balthazar !, 2009).[5]

## Premios
Tomo 3
- Sheriff de oro 2009 de la librería Espíritu BD (Clermont-Ferrand)
- 2009: Gran Premio RTL del cómic (Grand Prix RTL de la bande desinée): galardón otorgado por un jurado compuesto por libreros y periodistas de la RTL.
- Premio Revelación del Festival de Angulema, en el 2010

## Editores
- Actes Sud:[6] tomos 1 a 3 (en francés)
- Ediciones La Cúpula (en castellano)